# 回復コンソール
回復コンソール（かいふくコンソール）は、Windows 2000及びWindows XP、Windows Server 2003に実装されている、コマンドライン上で各種設定を行う機能である。

## 概要
Windowsシステムが正常に起動しなくなった場合には、通常セーフモードや、その他のスタートアップオプションを指定してWindowsを一時的に起動しトラブルの原因を取り除く作業を試みる様に作られているが、トラブルの状況によっては、それさえも不可能となることがある。その様な場合に用いられる復旧手段としてこの回復コンソールが用意されている。
なおマイクロソフトでは回復コンソールは、高度な知識を持つユーザーだけが使用する事と注意されており、使い方を誤ればシステムを完全に破壊し、復旧不可能な状態となる可能性がある。
回復コンソールの使用に際しては管理者権限のあるアカウント（代表的には組み込みアカウントである "Administrator"）のパスワード入力が必要である。

## 出来ること
WindowsセットアップCDやフロッピーディスクから起動できるため、ハードディスクからWindowsが起動出来なくなった場合でも、ハードディスク修復の操作や、CD-ROMやフロッピーディスク等のファイル操作を行うことができる。また、場合によってはサービスの有効化と無効化等も有効な復旧手段である。
使用するコマンドの多くはコマンドプロンプトに類している為、使用に際してはMS-DOSを使用する知識が要求される。また、Windows 2000ではコマンドラインのほかにブートローダ (NTLDR) やWindowsのシステムファイルの修復を自動的に行う機能が付加されている。

## 光ディスクからの起動
ハードディスクにインストールされた、障害を起こしているWindowsと同じバージョンのWindowsセットアップ光ディスク（CDないしDVD）からシステムを起動する。セットアップディスクからの起動に際しては、コンピュータのSystem BIOS設定において光ディスクドライブからのブートが明示的に許可されている必要がある。
回復コンソールを起動して、コマンドプロンプトから help というコマンドを入力すれば使用出来るコマンドの一覧と使用目的程度の情報を得ることができる。

## ハードディスクへのインストール
ハードディスクからの起動に備えて、あらかじめハードディスクに回復コンソールをインストールしておくこともできる。この作業を行っておくとシステム起動時に使用可能なオペレーティングシステム一覧に回復コンソールの選択肢が追加される。ただし、この方法を利用するためにはWindowsのセットアップディスクまたはそれと同等のファイルを用意する必要があり、それに収録されているwinnt32.exeを cmdcons のオプションを付けて実行することで、回復コンソールの使用に必要なプログラムがハードディスクにインストールされる。
例えばx86版のWindowsセットアップディスクが挿入されたドライブレターを D と仮定すると、コマンドプロンプトに対して入力すべきフルパスは以下となる。
 D:\i386\winnt32.exe /cmdcons 
なお、使用可能なオペレーティングシステム一覧すら表示されない障害においては#光ディスクからの起動を試行する。

## 注意事項
回復コンソールを使ったからと言って、起動出来なくなったWindowsシステムを必ず復旧させることが出来るとは限らない。マイクロソフトの技術文献に従い、まず第一にセーフモード等の手段で復旧手段を試みるべきである。それが行えない様な状態に陥った場合、オペレーティングシステムの再インストールの必要性を覚悟した上で、むしろ最後の頼みの綱的な手段として使用を検討すべきであろう。もちろん可能であれば他にも色々と考えられる手段で、事前に重要なデータのサルベージを行っておく方がより安全だろう。